# 1168
Évszázadok: 11. század – 12. század – 13. század
Évtizedek: 1110-es évek – 1120-as évek – 1130-as évek – 1140-es évek – 1150-es évek – 1160-as évek – 1170-es évek – 1180-as évek – 1190-es évek – 1200-as évek – 1210-es évek
Évek: 1163 – 1164 – 1165 – 1166 –  1167 – 1168 – 1169 – 1170 – 1171 – 1172 – 1173

## Események
- szeptember – III. Paszkál ellenpápa halála után a császárpártiak III. Kallixtuszt választják utódjának.[1]
- december 22. – al-Ádid egyiptomi kalifa attól való félelmében, hogy a keresztesek elfoglalják, felgyújtatja Kairót. A város 54 napig ég.
- Richárd angol herceg Aquitania hercege lesz.
- Takakura japán császár trónra lépése.
- I. Valdemár dán király serege beveszi a Rügen-szigeten Arkona várát, a legerősebb pogány erődítményt és templomot Észak-Európában.
- A lombardiai városok megalapítják Alessandria várost Észak-Olaszországban.

## Halálozások
- szeptember 20. - III. Paszkál ellenpápa[1]